# Silago, Nam Leyte
Silago là một đô thị hạng 4 ở tỉnh Nam Leyte, Philippines. It là một coastal town. Tại thời điểm tháng 8 năm 2007, đô thị này có dân số 11.163 người.

## Các đơn vị hành chính
Silago được chia thành 15 barangay.
| Barangay              | Dân số (2007) |
| --------------------- | ------------- |
| Balagawan             | 727           |
| Catmon                | 134           |
| Poblacion District I  | 1224          |
| Poblacion District II | 1007          |
| Hingatungan           | 2049          |
| Katipunan             | 480           |
| Laguma                | 677           |
| Mercedes              | 1767          |
| Puntana               | 171           |
| Salvacion             | 608           |
| Sap-ang               | 551           |
| Sudmon                | 315           |
| Tuba-on               | 438           |
| Tubod                 | 839           |
| Imelda                | 176           |